# Freddy II
Freddy (1969—1971) и Freddy II (1973—1976) — экспериментальный робот, построенный в Департаменте Машинного Интеллекта и Восприятия (позже Департамент Искусственного Интеллекта, сейчас часть Школы информатики в Эдинбургском университете).

## Технология
Freddy был одним из первых роботов, интегрирующим зрительную, манипулятивную и интеллектуальную системы. Робот был достаточно универсальным, что позволяло с лёгкостью подготовить и перепрограммировать его для новых задач. Система использовала инновационный набор высокоуровневых процедур, управляющих движением манипулятора. Идея перемещения рабочей поверхности вместо манипулятора, упрощала конструкцию.

## Дебаты с Лайтхиллом
В 1970-х годах в США и Великобритании стоял вопрос о целесообразности развития робототехнических программ.
В 1973 году на BBC TV вышла программа "Lighthill Debate" (онлайн версия доступна тут). В дискуссии принимал участие Джеймс Лайтхилл, автор критических обращений к научным и инженерным исследовательским фондам Великобритании. Оппонировали Дональд Мичи из Эдинбургском университете и Джон Маккарти из Стэнфордского университета. Эдинбургский Freddy и Стэнфордский Shakey приводились для иллюстрации современного состояния интеллектуальных робототехнических систем.

## Freddy I и II
Freddy Mark I (1969—1971) был экспериментальным прототипом, платформа с 3 степенями свободы, вращение и перемещение по двум независимым направлениям. Другими базовыми компонентами были видеокамера и система обнаружения столкновений. Компьютер перемещал платформу, так чтобы камера могла разглядеть и распознать объекты.
Freddy II (1973—1976) был манипулятором с 5 степенями свободы, представлял собой большую вертикальную "руку", способную двигаться вверх и вниз, поворачиваться вокруг вертикальной оси и поворачивать захваченный объект вокруг одной горизонтальной оси. Оставшиеся две степени свободы получаются от перемещения рабочей поверхности под захватом. Захват двухпальцевый. Так же были установлены видеокамера, а позже генератор структурированного света.
Проекты Freddy I и Freddy II были инициированы и проводились под руководством Дональда Мичи. Механику и аналоговую электронику спроектировал Стивен Солтер (который так же является пионером в получении возобновляемой энергии из волн (св. Salter Duck)). Цифровую электронику и компьютерные интерфейсы спроектировали Гарри Барроу и Греган Кроуфт. Программное обеспечение разрабатывалось командой под руководством Рода Бурсталла, Робина Покплестона и Гарри Барроу, на языке программирования POP-2 (первый функциональный язык в мире). В качестве аппаратного обеспечения использовался компьютер Elliot 4130 с 385 КБ [ОЗУ] (128 К 24-битных слов) с жестким диском, подключенный к маленькому компьютеру Honeywell H316 с 16 КБ ОЗУ, который непосредственно осуществлял управление и восприятие.
Freddy являлся универсальной системой, позволяющей с лёгкостью подготовить и перепрограммировать его для новых задач. Задачи включали в себя насаживание колец на штыри или сборка простой модели игрушки из деревянных блоков различной формы (кораблик с мачтой или машинка с колесами на осях).
Информация о положении деталей получается с видеокамеры и сопоставляется с моделями деталей в памяти.
В ранней версии проекта Freddy, поведение робота программировалось на языке подобном "move here, do this, move there" (язык уровня приводов). Подобный подход был громоздким и не позволял справиться с некоторыми положениями деталей и шумом сенсоров. Поэтому был разработан язык RAPT (Robot Programming Language), в котором поведение робота описывалось на объектном уровне.
Таким образом, цель робота описывается в понятиях желаемых положений между роботом, объектами и сценой. Конкретные движения, необходимые для достижениях желаемых положений, реализуются ПО более низкого уровня. Алгоритмы, реализованные в RAPT в 1970, продолжают применяться в большинстве коммерческих языков программирования роботов.
Так же в проекте применялся 3D сканер на основе структурированного света (3D сканер (англ.)).
В настоящее время Freddy II выставляется в Национальном музее Шотландии, с отрывком видео его работы.